# Dolbina exacta
Dolbina exacta is een vlinder uit de familie van de pijlstaarten (Sphingidae). De wetenschappelijke naam van de soort werd in 1892 gepubliceerd door Otto Staudinger.

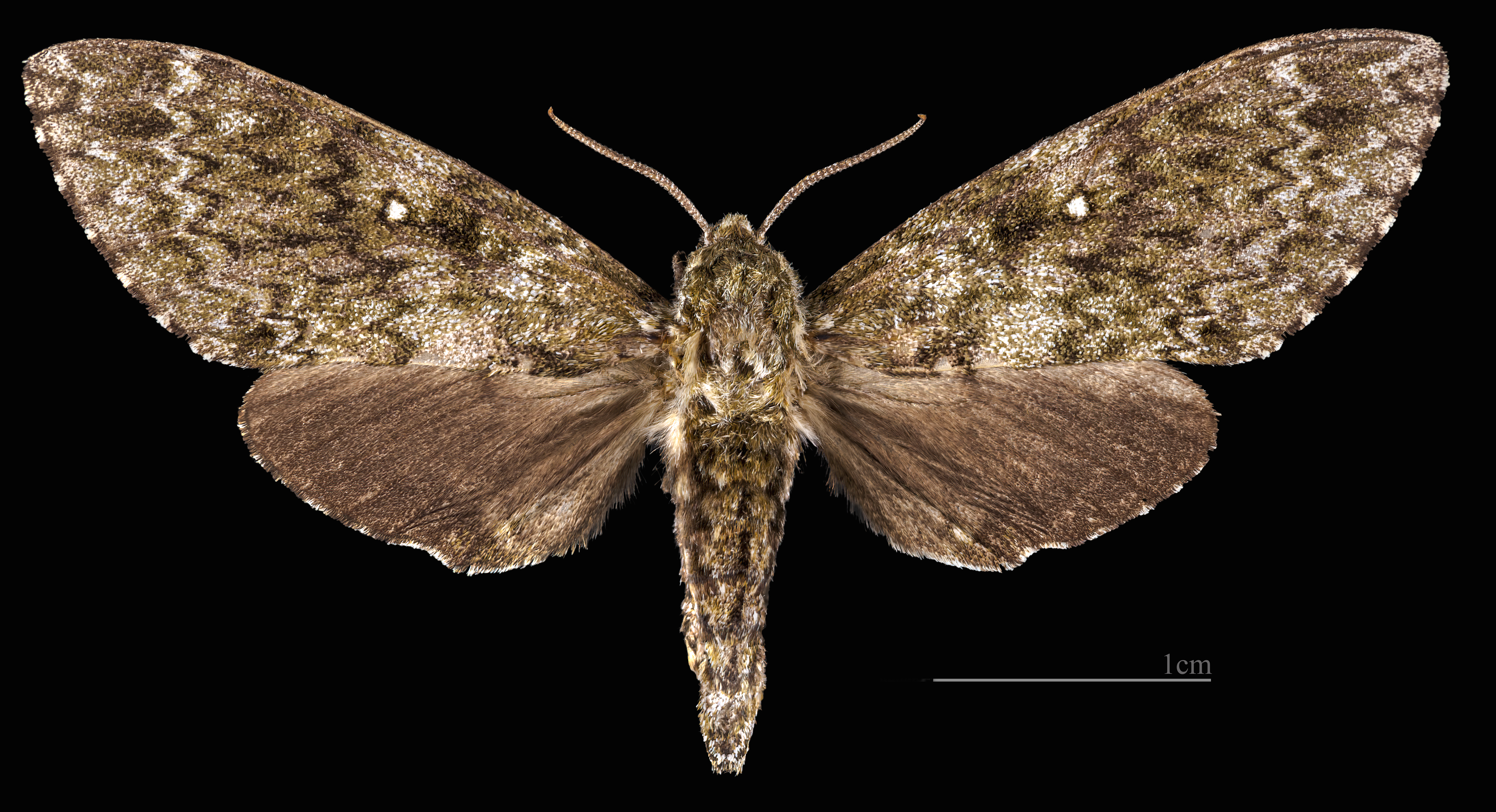
Dolbina exacta  ♀
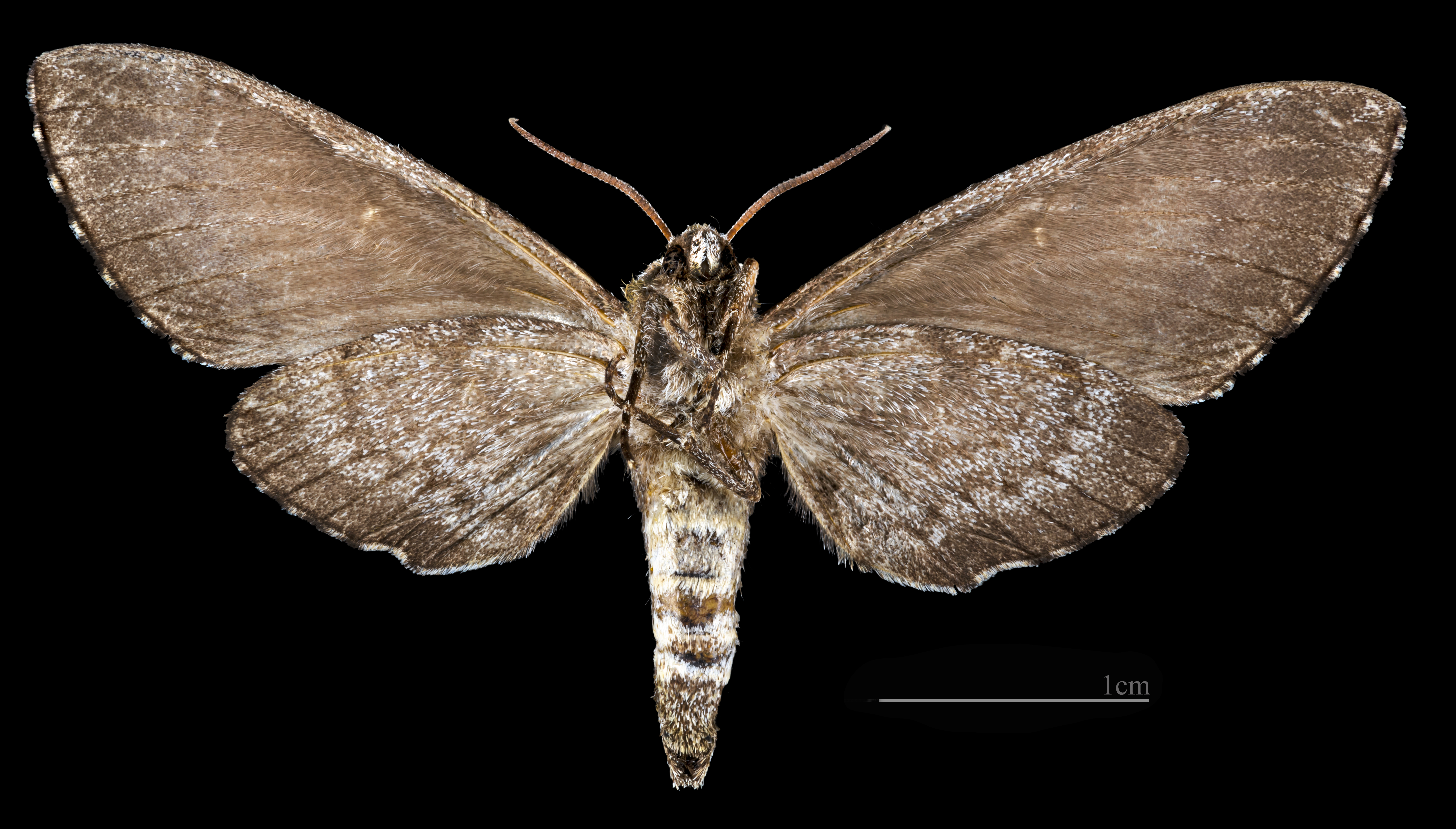
Dolbina exacta  ♀ △